# La hora fría
La hora fría es una película española de ciencia ficción presentada en el Festival de Sitges del 2006, escrita y dirigida por Elio Quiroga, y producida por Eqlipse Producciones Cinematográficas, conocida en el panorama internacional por el nombre de The Dark Hour, o la traducción directa: The Cold Hour. La película muestra la vida de una comunidad de ocho supervivientes de una guerra apocalíptica y su lucha contra unos hombres transformados en zombis.

## Argumento
Un grupo de personas, pocos de los supervivientes de la humanidad tras la Gran Guerra, viven encerradas en unas vastas instalaciones de las que no pueden salir, ya que en el exterior aguarda una amenaza de la que apenas hablan. Incluso en lo que es su hogar, no están a salvo, pues los Extraños, –los hombres que se han convertido en zombis, por causa de las armas químicas del enemigo–, y los Invisibles, –unos espectros malignos–, les persiguen incluso allí dentro.
Cuando las medicinas y alimentos empiezan a escasear, el grupo debe abandonar el área segura para aventurarse en busca de víveres, una incursión que despertará a las fuerzas que se ocultan en los alrededores del lugar. El grupo se verá entonces obligado a luchar por su vida, hasta que, reducidos en número tienen que salir al exterior, momento en el cual el espectador descubre una terrible realidad.

## Producción
"La hora fría", coproducida por Margaret Nicoll, fue rodada en platós cedidos por el Ministerio de Defensa de España, y realizada con tecnología digital, con Jérôme Debève y Juan A. Ruiz como coproductores y supervisores de efectos visuales, realizados por La Huella FX.
El canario Luis Sánchez Gijón fue el montador. La película tuvo una larga fase de efectos visuales y todo su color fue retocado por medios digitales, trabajo a cargo del colorista Régis Barbey mano a mano con el director de fotografía Ángel Luis Fernández (habitual colaborador de Pedro Almodóvar, Fernando Trueba y Víctor Erice).
Mediante la magia digital se ha conseguido crear desde el vaho del aliento de los actores, originado por el gélido fenómeno que da título a la película, a las criaturas monstruosas que les aterrorizan, pasando por la fusión de imágenes rodadas en Canarias y la península, e incluso la creación de decorados digitales.
Los seres que aparecen en la película fueron creados por Pablo Fernández Valbuena, diseñador conceptual especializado en la creación de criaturas para videojuegos, y ganador del CG Choice Award de GgTalk.

### Música y efectos visuales
La banda sonora de la película fue compuesta por Alfons Conde, e interpretada por la Orquesta Sinfónica de Bratislava. Sigue un concepto de Música de programa, en la línea de compositores como Jerry Goldsmith o Elliot Goldenthal, muy narrativa y estrechamente vinculada con el diseño de sonido, a cargo de Gabriel Gutiérrez.
Los efectos visuales de la película corren a cargo de La Huella Efectos Digitales.

## Crítica
El crítico Jordi Costa escribió en El País sobre la película que "su estética es feísta, algunas de sus interpretaciones son de chicha y nabo y el cineasta cae en alguna que otra ingenuidad, pero el conjunto saca considerable partido de sus limitaciones".